# Li Nina
Li Nina (en chino: 李妮娜; Benxi, 10 de enero de 1983) es una deportista china que compitió en esquí acrobático, especialista en la prueba de salto aéreo.
Participó en cuatro Juegos Olímpicos de Invierno, entre los años 2002 y 2014, obteniendo en total dos medallas de plata, en Turín 2006 y en Vancouver 2010, ambas en la prueba de salto aéreo.
Ganó tres medallas de oro en el Campeonato Mundial de Esquí Acrobático entre los años 2005 y 2009.

## Medallero internacional
| Juegos Olímpicos   | Juegos Olímpicos              | Juegos Olímpicos | Juegos Olímpicos |
| Año                | Lugar                         | Medalla          | Competición      |
| ------------------ | ----------------------------- | ---------------- | ---------------- |
| 2006               | Turín (Italia)                | Medalla de plata | Salto aéreo      |
| 2010               | Vancouver (Canadá)            | Medalla de plata | Salto aéreo      |
| Campeonato Mundial |                               |                  |                  |
| Año                | Lugar                         | Medalla          | Competición      |
| 2005               | Ruka (Finlandia)              | Medalla de oro   | Salto aéreo      |
| 2007               | Madonna di Campiglio (Italia) | Medalla de oro   | Salto aéreo      |
| 2009               | Inawashiro (Japón)            | Medalla de oro   | Salto aéreo      |